# Fimbristylis trachycarya
Fimbristylis trachycarya är en halvgräsart som beskrevs av Ferdinand von Mueller. Fimbristylis trachycarya ingår i släktet Fimbristylis och familjen halvgräs. Inga underarter finns listade i Catalogue of Life.